# ポール・パディン
ポール・パディン（Paul Vaden、1967年12月29日 - ）は、アメリカ合衆国の男性プロボクサー。カリフォルニア州サンディエゴ出身。元IBF世界スーパーウェルター級王者

## 来歴
1991年4月5日、プロデビューを果たし4回判定勝ちで白星でデビューを飾った。
1992年2月22日、リチャード・エバンスと対戦し6回判定勝ち。
1994年3月25日、IBFインターコンチネンタルスーパーウェルター級王者ジョン・モンテスと対戦し12回3-0(116-111、116-110、117-110)の判定勝ちで王座獲得に成功した。
1994年6月30日、ジェイソン・パピオンと対戦し12回3-0(2者が117-111、118-110)の判定勝ちで初防衛に成功した。
1995年8月12日、MGMグランド・ガーデン・アリーナでIBF世界スーパーウェルター級王者ビンセント・ペットウェイと対戦し最終12回2分33秒逆転TKO勝ちで王座獲得に成功した。
1995年12月16日、WBC世界スーパーウェルター級王者テリー・ノリスと対戦し12回0-3(109-119、108-120、110-118)の判定負けで初防衛に失敗し王座から陥落した。
1997年12月5日、WBC世界ミドル級王者キース・ホームズと対戦し11回1分11秒TKO負けで2階級制覇に失敗した。
1999年11月20日、ステファン・ジョンソンとUSBA全米スーパーウェルター級王座決定戦を行い10回TKO勝ちで王座獲得に成功した
2000年4月15日、マンダレイ・ベイ・イベント・センターでNABA北米スーパーウェルター級王者ホセ・フローレスと行い12回0-3(113-114、2者が112-115)の判定負けでNABA王座吸収による王座統一に失敗したのを最後に現役を引退した。

## 獲得タイトル
- IBFインターコンチネンタルスーパーウェルター級王座
- 第9代IBF世界スーパーウェルター級王座(防衛0)
- USBA全米スーパーウェルター級王座